# مغطيات التربة

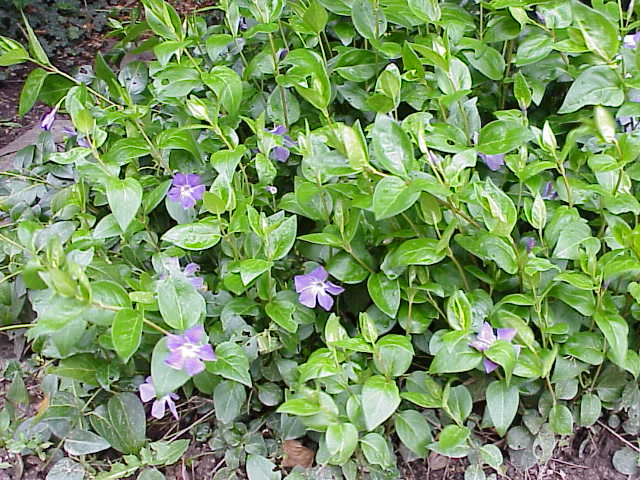
مغطيات التربة من العناقية الكبيرة

كساء الأرض أو مغطيات التربة هي النباتات التي تنمو بشكل تغطي مساحة من الأرض. مغطيات التربة توفر حماية للتربة السطحية من التآكل والجفاف. تشكل مغطيات التربة في النظام البيئي طبقة من الغطاء النباتي تحت طبقة الشجيرات تعرف باسم الطبقة العشبية. مغطيات التربة الأكثر انتشاراً هي الأعشاب من مختلف الأنواع.